# San Juan (Batangas)
San Juan è una municipalità di prima classe delle Filippine, situata nella Provincia di Batangas, nella Regione del Calabarzon.
San Juan è formata da 42 baranggay:
- Abung
- Balagbag
- Barualte
- Bataan
- Buhay Na Sapa
- Bulsa
- Calicanto
- Calitcalit
- Calubcub I
- Calubcub II
- Catmon
- Coloconto
- Escribano
- Hugom
- Imelda (Tubog)
- Janaojanao
- Laiya-Aplaya
- Laiya-Ibabao
- Libato
- Lipahan
- Mabalanoy

- Maraykit
- Muzon
- Nagsaulay
- Palahanan I
- Palahanan II
- Palingowak
- Pinagbayanan
- Poblacion
- Poctol
- Pulangbato
- Putingbuhangin
- Quipot
- Sampiro
- Sapangan
- Sico I
- Sico II
- Subukin
- Talahiban I
- Talahiban II
- Ticalan
- Tipaz